# Buggerru

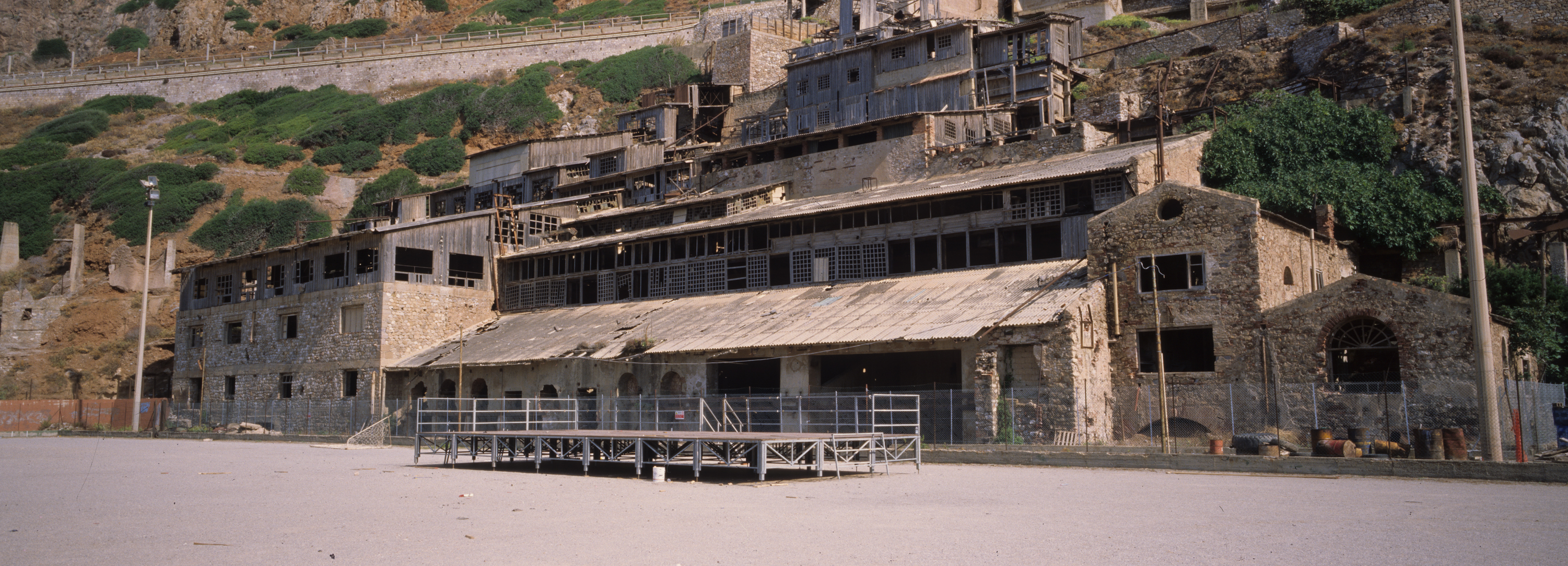
Buggerru

Buggerru is een gemeente in de Italiaanse provincie Zuid-Sardinië (regio Sardinië) en telt 1124 inwoners (31-12-2004). De oppervlakte bedraagt 48,3 km², de bevolkingsdichtheid is 23 inwoners per km².

## Demografie
Buggerru telt ongeveer 467 huishoudens. Het aantal inwoners daalde in de periode 1991-2001 met 5,7% volgens cijfers uit de tienjaarlijkse volkstellingen van ISTAT.
| Jaar | Inwoneraantal |
| ---- | ------------- |
| 1991 | 1233          |
| 2001 | 1163          |
| 2004 | 1124          |

## Geografie
Buggerru grenst aan de volgende gemeenten: Fluminimaggiore, Iglesias.
Buggerru · Calasetta · Carbonia · Carloforte · Domusnovas · Fluminimaggiore · Giba · Gonnesa · Iglesias · Masainas · Musei · Narcao · Nuxis · Perdaxius · Piscinas · Portoscuso · San Giovanni Suergiu · Sant'Anna Arresi · Sant'Antioco · Santadi · Tratalias · Villamassargia · Villaperuccio
1. ↑  https://demo.istat.it/?l=it.